# يوليوس ليوبولد كلاين
يوليوس ليوبولد كلاين (بالألمانية: Julius Leopold Klein)‏ (و. 1810 – 1876 م) هو مؤرخ أدبي، ومؤلف، وصحفي، وكاتب، وناقد أدبي من ألمانيا، والمجر، ولد في ميشكولتس، كان عضوًا في الأكاديمية الهنغارية للعلوم، توفي في برلين، عن عمر يناهز 66 عاماً.